# Aeroportul Haines
Aeroportul Haines (IATA: HNS, ICAO: PAHN, FAA LID: HNS) este un aeroport din Alaska, Statele Unite ale Americii ce deservește zona Haines⁠(d). Aeroportul a fost tranzitat în 2019 de 20.026 de pasageri. A fost numit după zona deservită.
Situat la o altitudine de 5 m, aeroportul dispune de 1 pistă. Este operat de Alaska Department of Transportation & Public Facilities⁠(d).

## Infrastructură

### Piste
Aeroportul dispune de o singură pistă. Pista 08/26 are suprafața de asfalt și dimensiunile 4.000 picioare × 100 picioare. 